# Skjåldholmarna
Skjåldholmarna är öar i Finland. De ligger i Skärgårdshavet och i kommunen Pargas i den ekonomiska regionen  Åboland i landskapet Egentliga Finland, i den sydvästra delen av landet. Öarna ligger omkring 43 kilometer sydväst om Åbo och omkring 180 kilometer väster om Helsingfors.
Arean för den av öarna koordinaterna pekar på är 19,8 hektar och dess största längd är 1 kilometer i öst-västlig riktning. Ön höjer sig omkring 10 meter över havsytan. I omgivningarna runt Skjåldholmarna växer i huvudsak barrskog.